# تنس
تنس (به عربی: تنس) یک شهرداری در الجزایر است.

## خصوصیات
تنس ۱۰۱ کیلومترمربع مساحت و ۳۵٬۴۵۹ نفر جمعیت دارد و ۷۷۹ متر بالاتر از سطح دریا واقع شده‌است.